# Miguel Ángel Rodríguez
Miguel Ángel Rodríguez Echeverría (San José, 9 gennaio 1940) è un politico costaricano.
È stato presidente della Costa Rica dal maggio 1998 al maggio 2002 come rappresentante del Partito Unità Sociale Cristiana. Inoltre nel periodo settembre-ottobre 2004 è stato segretario generale dell'Organizzazione degli Stati americani (OAS). Di professione economista, nel 2011 è stato condannato per corruzione.